# Casal de Portavella
El Casal de Portavella és un edifici del municipi de les Llosses (Ripollès) declarada bé cultural d'interès nacional.

## Descripció
És un casal fortificat que evolucionà fins a convertir-se en un mas amb una torre. Es tracta d'un edifici rectangular de planta baixa i dos pisos, adossat a una torre de defensa d'època anterior, de secció rectangular, de cinc plantes, inclosa la de baix, amb modificacions. A la banda sud i protegida per la torre, s'obre una ample galeria, pot ésser construïda al segle xix. Al primer pis del mas es troba una gran sala, com és normal en aquestes contrades, des d'on s'obren les portes de les cambres principals. Als baixos, a dintre de les corts es troba un interessant amagatall, al qual hom pot accedir-hi a través d'una trapa que quedava amagada sota la palla. La cantonada sud de la torre es troba deteriorada, pot ésser per l'efecte d'un llamp.

## Història
L'edifici està documentat el 1140. Fou una antiga casa senyorívola de la qual tenim poques notícies. El nom, Portavella, pot ser degut al fet que l'antiga porta d'accés a la torre quedà inutilitzada quan es va adossar el casal a aquesta. Ara aquesta porta es troba tapiada a l'interior del vestíbul de la casa.